# Массімо Бріаскі
Массімо Бріаскі (італ. Massimo Briaschi, нар. 12 травня 1958, Луго-ді-Віченца) — італійський футболіст, що грав на позиції нападника.
Найбільше досягнень здобув виступаючи за «Ювентус» впродовж 1984–1987 років, з яким став чемпіоном Італії, володарем Суперкубка УЄФА, Кубка чемпіонів УЄФА та Міжконтинентального кубка.

## Клубна кар'єра
Народився 12 травня 1958 року в місті Луго-ді-Віченца. Вихованець футбольної школи клубу «Ланероссі». Дорослу футбольну кар'єру розпочав 1975 року в основній команді того ж клубу. З командою, що виступала в Серії B у сезоні 1975/76, Бріаскі ледь не опустилася ще рівнем нижче, до третього за силою дивізіону, однак «Віченца» втрималася на 16-му місці, двома рядками турнірної таблиці вище від зони вильоту. Натомість вже за рік, в сезоні 1976/77, «Віченца» вдруге в історії перемогла у Серії B та повернулася до Серії A. Повернення до еліти італійського футболу було тріумфальним — команда, яка ще роком раніше грала у другому за силою дивізіоні, відразу ж виборола срібні медалі національного чемпіонату 1977/78, поступившись лише туринському «Ювентусу». Проте відразу за «срібним» роком команда Бріаскі у наступному сезоні 1978/79 навіть не змогла втриматись в елітному дивізіоні — 14-те місце і торішній срібний призер першості повертається до Серії B. В Кубку УЄФА справи були не кращі — команда вилетіла в першому ж раунді від чехословацької «Дукли».
Після цього влітку 1979 року Бріаскі вирішив залишитись у Серії А і перейшов у «Кальярі». Проте в новій команді Массімо закріпитись не зумів, зігравши за сезон лише у 7 матчах чемпіонату, після чого повернувся до «Віченци». 1982 року «Ланероссі» опиняється у третій в ієрархії футбольних ліг Італії Серії C1, після чого Бріаскі знову покидає клуб.
Своєю грою за останню команду привернув увагу представників тренерського штабу «Дженоа» з Серії А, до складу якого приєднався 1982 року. Відіграв за генуезький клуб наступні два сезони своєї ігрової кар'єри. Більшість часу, проведеного у складі «Дженоа», був основним гравцем атакувальної ланки команди. У складі «Дженоа» був одним з головних бомбардирів команди, маючи середню результативність на рівні 0,36 голу за гру першості.
Влітку 1984 року уклав контракт з «Ювентусом», у складі якого провів наступні три роки своєї кар'єри гравця. Граючи у складі «Ювентуса» також здебільшого виходив на поле в основному складі команди. За цей час виборов титул чемпіона Італії, ставав володарем Кубка чемпіонів УЄФА та Міжконтинентального кубка.
З 1987 року знову, цього разу два сезони, захищав кольори команди клубу «Дженоа». Тренерським штабом нового клубу також розглядався як гравець «основи».
Завершив професійну ігрову кар'єру у клубі «Прато» в Серії С1, за команду якого виступав протягом 1989–1990 років.

## Виступи за збірну
Протягом 1978–1979 років залучався до складу молодіжної збірної Італії. На молодіжному рівні зіграв у 4 офіційних матчах.
У складі олімпійської збірної Італії був учасником футбольного турніру на Олімпійських іграх 1984 року у Лос-Анджелесі, посівши 4 місце. На турнірі зіграв у двох матчах, в тому числі і в програному матчі югославам за третє місце (1:2)

## Титули і досягнення
- Чемпіон Італії (1):

«Ювентус»: 1985-86
- Володар Суперкубка Європи (1):

«Ювентус»: 1984
- Володар Кубка європейських чемпіонів (1):

«Ювентус»: 1984-85
- Володар Міжконтинентального кубка (1):

«Ювентус»: 1985